# 明石市立文化博物館
明石市立文化博物館（あかししりつ ぶんかはくぶつかん）は、兵庫県明石市にある博物館。

## 概要
1991年に開館した。常設展では、明石の歴史を8つのテーマで紹介する。
定例の企画展として「発掘された明石の歴史展」は毎年10月下旬から12月上旬にかけて「明石の墓と祭祀」などのテーマを設定し、市内遺跡からの出土品を展示している。この企画展には市民のボランティアグループ「ふるさと漫歩」などが協力をしている。
また、春・秋・新春の特別展のほか、〈郷土作家シリーズ〉と称して明石に所縁のある作家を紹介する企画展や小学校中学年の社会科を対象とした〈くらしのうつりかわり展〉などを開催している。体験学習室では十二単・鎧の試着もできる。地上2階建。明石駅北東に迫った台地のすぐ上に位置するため、南側の道から向かうと城のように聳える建物が印象的である。
日本博物館協会会員館。兵庫県博物館協会加盟館。全国歴史民俗系博物館協議会加盟館。またひょうごっ子ココロンカード、のびのびパスポートの対象施設になっている。
2007年度より明石市は指定管理者制度を導入。乃村工藝社とNTTファシリティーズの共同事業体が管理運営を開始する。その後、2010年度より神戸新聞事業社・神戸新聞地域創造・NHKプラネット近畿総支社の共同事業体に変更された。期待される新たな取り組み は、以下である。
開館時間の延長（1時間延長され18時30分）・特別展覧会開催中の託児サービス・年間パスポートの発行・利用者の会員化・当該団体（NHK）の所有する技術や資料を活かし映像アーカイブスなどのデータを公開など。

## 施設

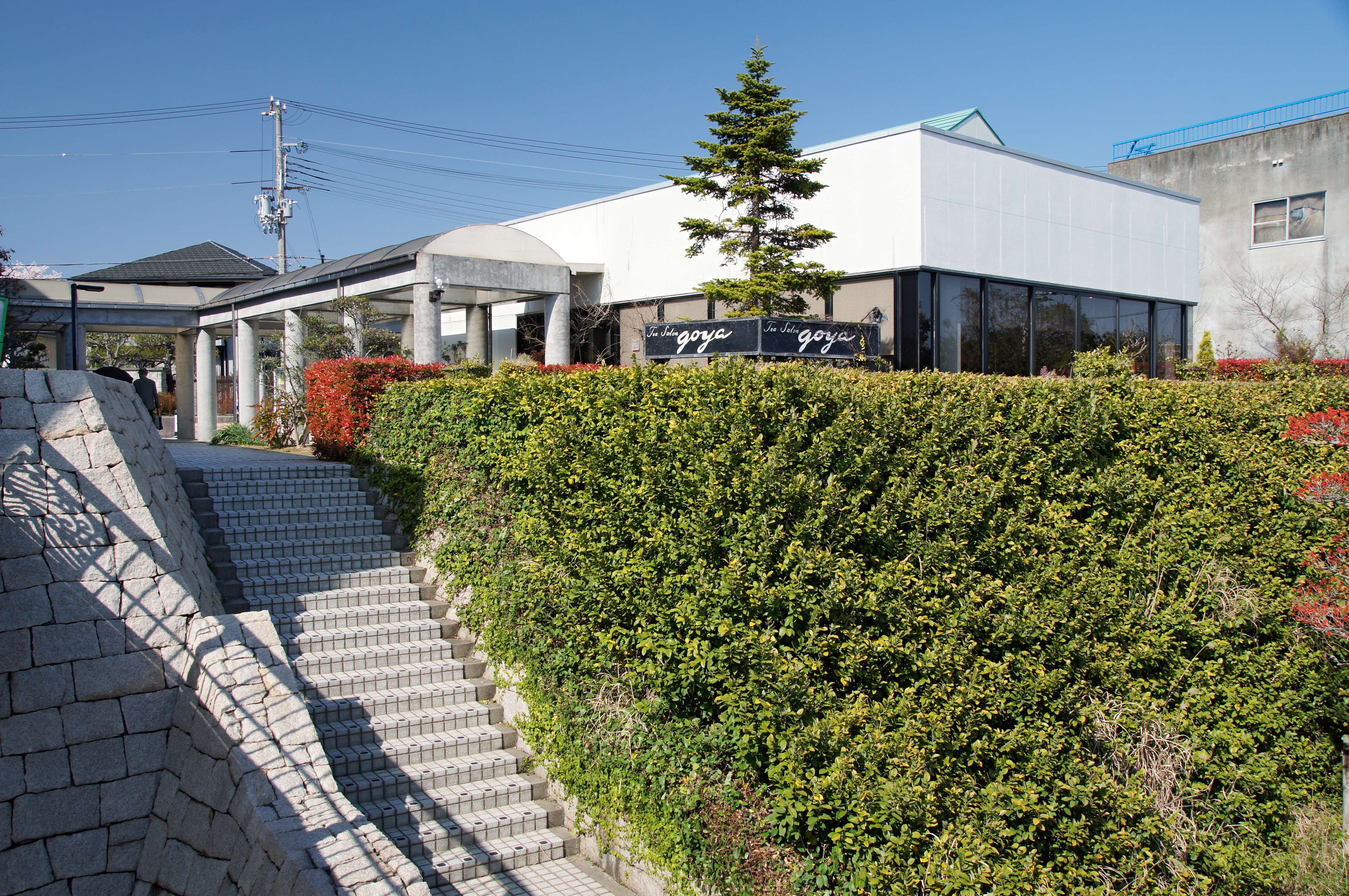
ミュージアムカフェレストラン　海鮮フレンチ「まるせいゆ」

### 施設の概要
- 名称：明石市立文化博物館[7]
- 建物の概要
  - 建築年月：1991年（平成3年）2月
  - 構造
    - 本館棟：鉄筋コンクリ－ト造（地階1階・地上2階）
    - レストラン棟：鉄骨造

  - 敷地面積：6,608.67m2
  - 建築面積：2,160.03m2
  - 延床面積：5,039.27m2 （本館棟 4,942.60m2、レストラン棟 96.67m2）
    - 1階：1,881.39m2
    - 2階：1,045.23m2
    - 地階：1,951.82m2
    - 屋階：64.16m2
    - レストラン棟：96.67m2

2F
- ギャラリー
- 平和資料室
- 大会議室

1F
- 常設展示室
- 特別展示室
- 体験学習室
- ロビー
- ミュージアムショップ
- ミュージアムカフェレストラン　海鮮フレンチ「まるせいゆ」

## 展示

### 常設展示
1. 明石のあけぼの
2. 大昔の明石
3. 畿内への入り口・明石
4. 明石の焼き物
5. 明石の農業
6. 明石の漁業
7. 明石城と城下町
8. のびゆく明石

### 主な展示物
- 200万年前に棲息した「アカシゾウ」の実物大模型
- 明石原人の腰骨（複製；現物は戦禍で焼失）
- 飛鳥時代の鴟尾
- 平安時代・鎌倉時代の魚住焼
- 明石城主の鎧
- 江戸時代の明石焼等の焼物
- 近代の民具

など

## 文化財

### 兵庫県指定文化財
- 有形文化財
  - 鴟尾（復原鴟尾） 2基（他 断片1個）（考古資料） - 1995年（平成7年）3月28日指定[8]。
  - 藤江別所遺跡出土品 125点（考古資料） - 内訳は以下。2009年（平成21年）3月24日指定[8]。
    - 土器 113
    - 銅鏡 9
    - 銅鏃 1
    - 車輪石 1
    - 勾玉 1

  - 報恩寺跡本堂基壇出土瓦 87点（考古資料）[9]

### 明石市指定文化財
- 有形文化財
  - 明石城御殿平面図（工芸品）[10]

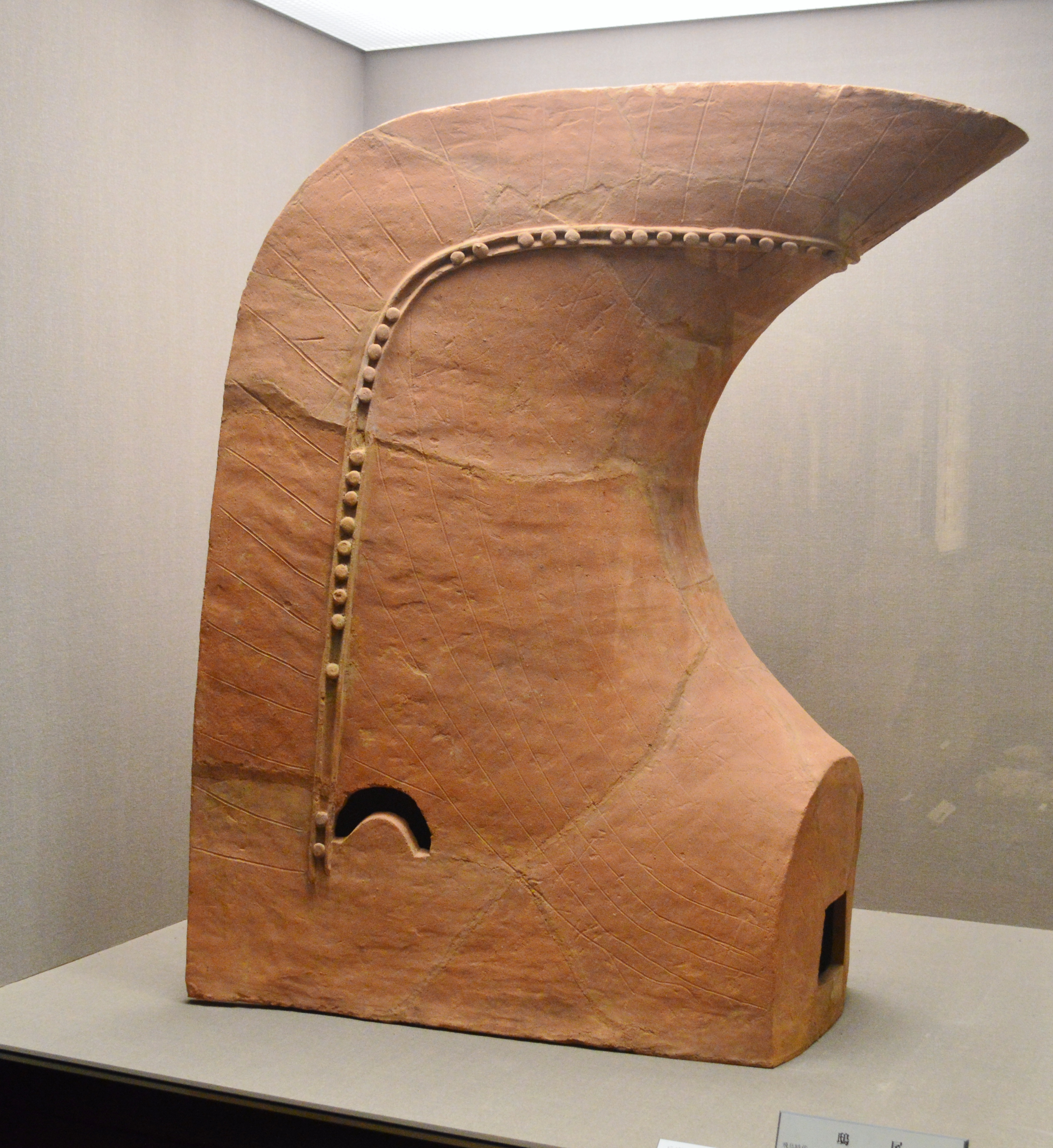
高丘3号窯出土 鴟尾
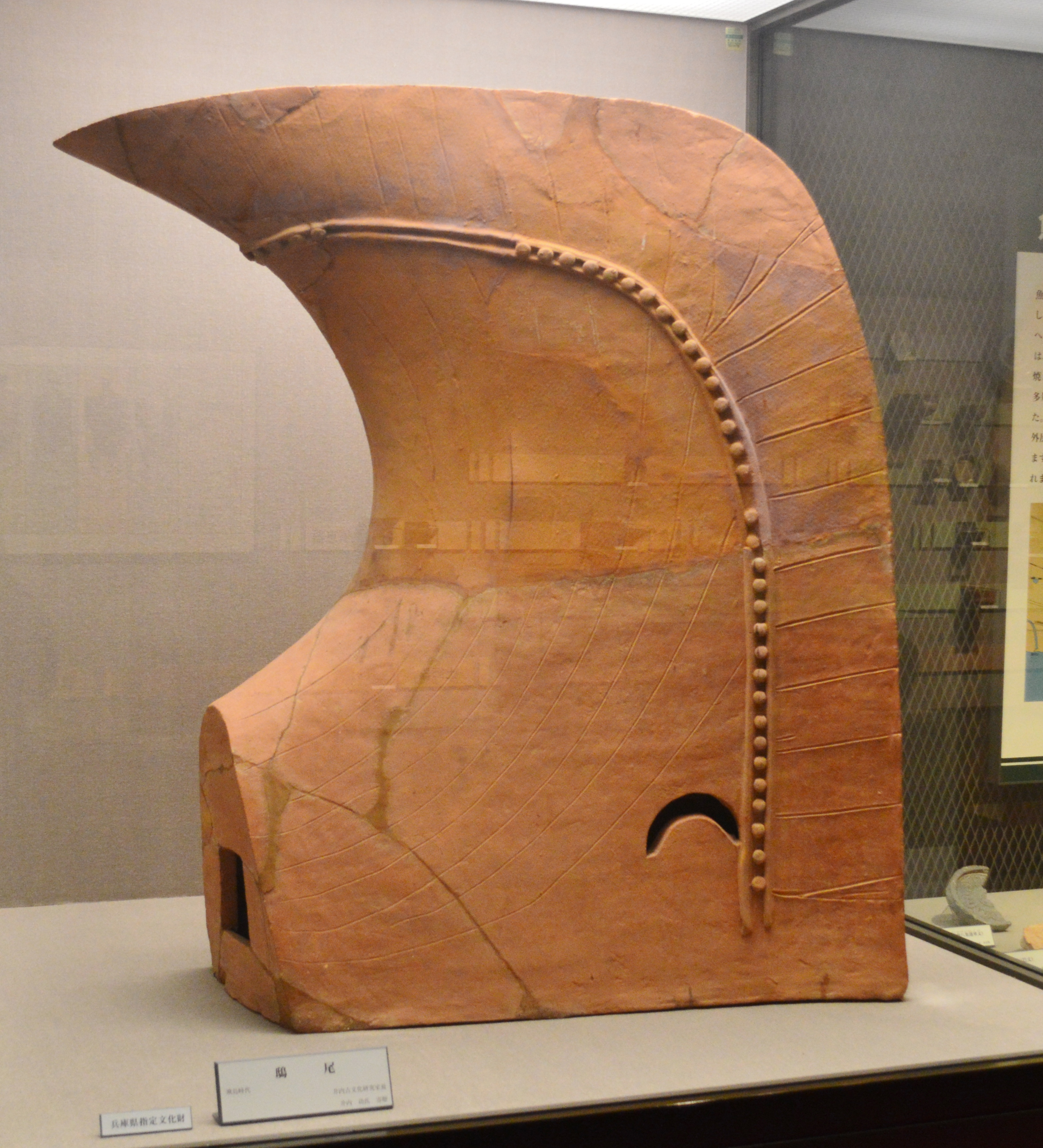
高丘3号窯出土 鴟尾
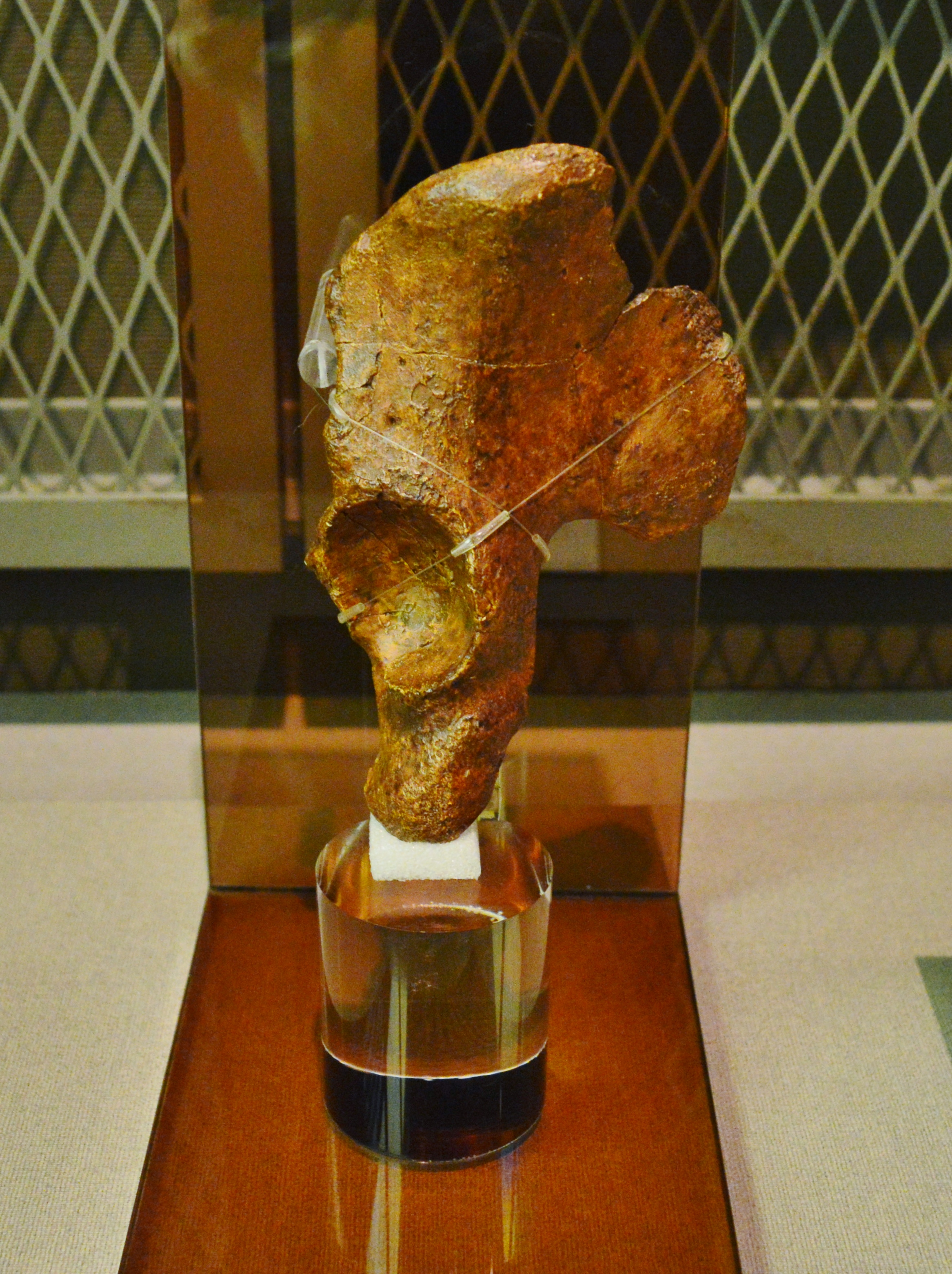
明石人 寛骨（寛骨）
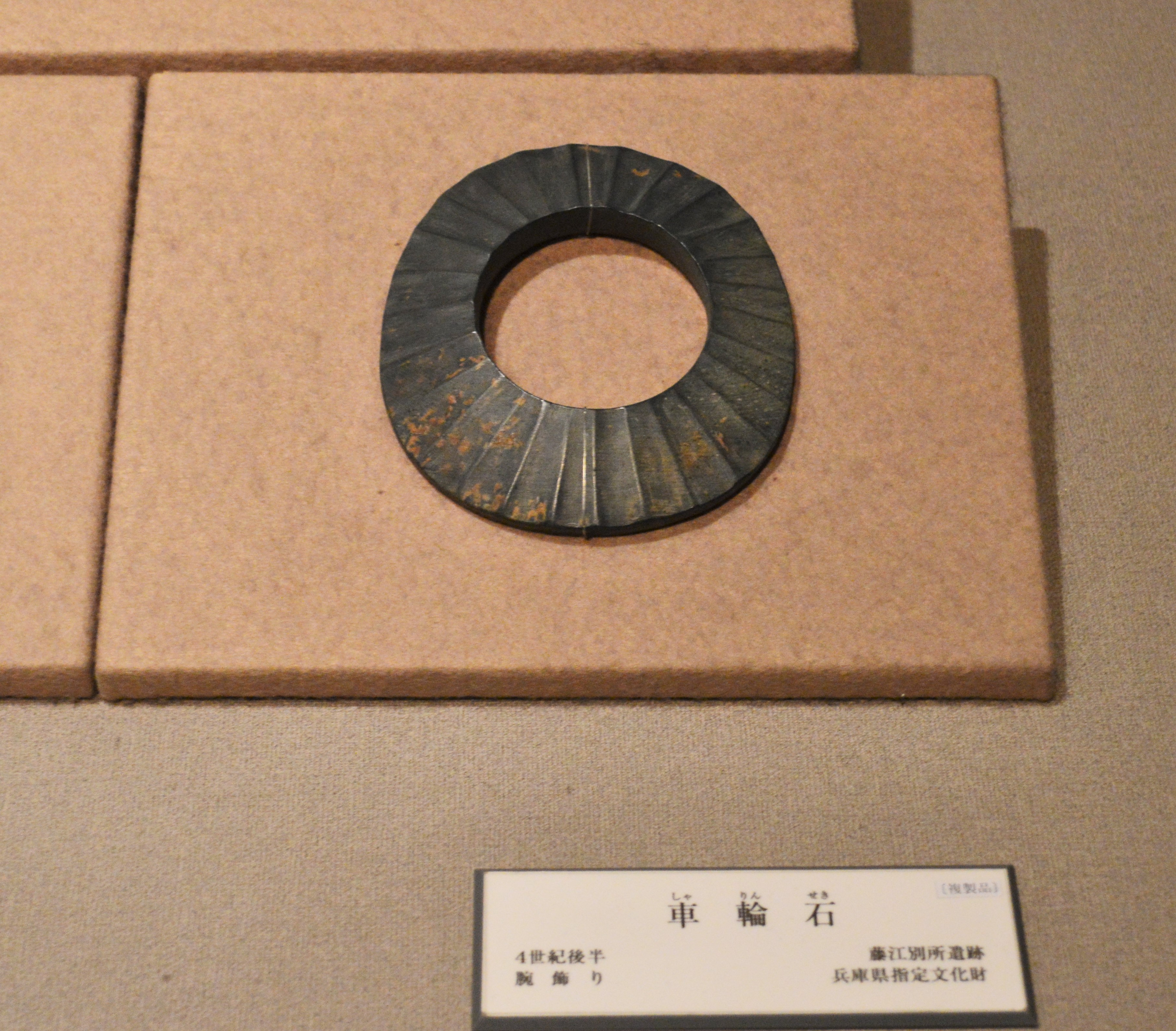
藤江別所遺跡出土 車輪石
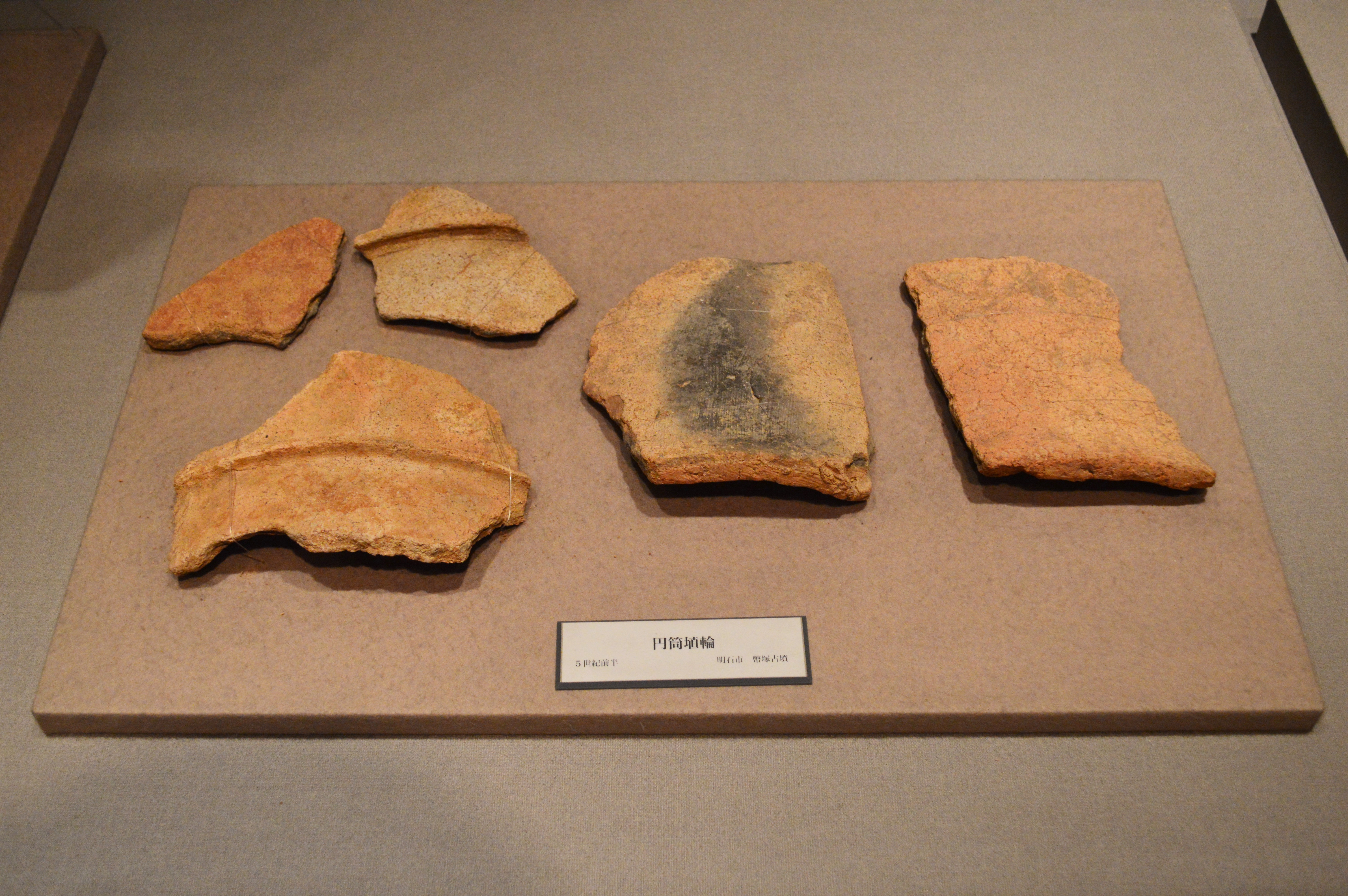
幣塚古墳出土 埴輪
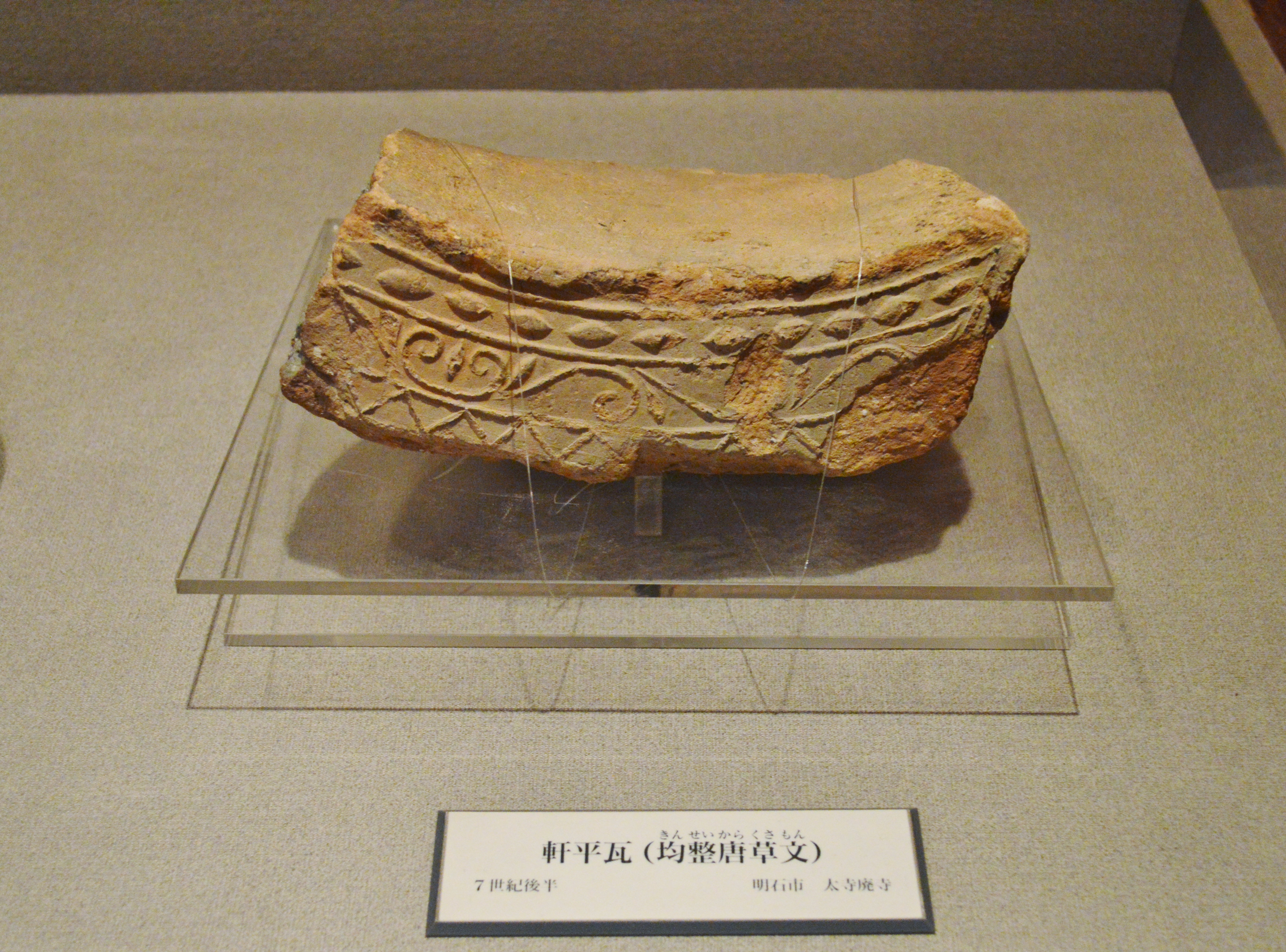
太寺廃寺跡出土 軒平瓦

## 利用情報
- 開館時間：9時30分 - 18時30分（入館は18時まで）
- 休館日：毎週月曜日（国民の祝日又は休日の場合及び特別展期間中は開館）及び年末年始（12月29日 - 1月3日）

## アクセス
- JR西日本明石駅・山陽電鉄山陽明石駅から北へ400m。石段を登った上。
- 2010年7月にアクセスエレベーター完成。

## 周辺
- 明石公園
  - 兵庫県立図書館（2016年まで隣接していた明石市立図書館は明石駅前「パピオスあかし」へ移転）
  - 明石自転車競技場（1961年まで明石競輪場）
- 明石市立明石小学校
- 神戸大学附属幼稚園・附属小学校